# ريتشي غيران
ريتشي غيران (بالإنجليزية: Richie Guerin) مواليد 29 مايو 1932 في ذا برونكس، هو لاعب كرة سلة أمريكي سابق أصبح مدرباً بدأ مسيرته الاحترافية في سنة 1956. تم اختياره من قبل فريق نيويورك نيكس خلال الدرافت. يبلغ طوله 6 قدم 4 بوصة (1.9 م). اعتزل اللعب في 1970. شارك 6 مرات في مباراة كل النجوم. دخل قاعة نايسميث التذكارية لمشاهير كرة السلة.

## روابط خارجية
- ريتشي غيران على موقع إن بي أي (الإنجليزية)
- ريتشي غيران على موقع سبورتس رفرنس (الإنجليزية)
- ريتشي غيران على موقع كلية كرة السلة في سبورتس رفرنس.كوم (الإنجليزية)
- ريتشي غيران على موقع ريلجم (الإنجليزية)
- ريتشي غيران على موقع بروبوليرز (الإنجليزية)
- ريتشي غيران على موقع سبورتس رفرنس (الإنجليزية)